# Mountainbike-Weltmeisterschaften 1990
Im Oktober 1990 kamen die 3. Mountainbike-Weltmeisterschaften als offiziell erste WM unter der Flagge des Weltradsportverbandes UCI in Durango im US-Bundesstaat Colorado zur Austragung, nachdem in den beiden vorangegangenen Jahren bereits inoffizielle Weltmeisterschaften stattgefunden hatten. Bei den Herren waren aus Deutschland Peter Hinterlang, Jörg Huttenlocher, Mike Kluge, Volker Krukenbaum, Robert Martin, Uli Rottler, Lutz Schäfer, Jürgen Sprich, Wilfried Straub und Johannes Zacherl am Start. Viola Borgmeier, Susi Buchwieser und Regina Stiefl waren die deutschen Teilnehmerinnen. Es wurden insgesamt sechs Entscheidungen in den Disziplinen Cross Country und Downhill ausgefahren. Aus deutscher Sicht waren die besten Platzierungen der 4. Platz von Susi Buchwieser im Cross-Country-Rennen der Damen, der 4. Platz von Uli Rottler im Cross-Country-Rennen der Senioren und der 9. Platz von Jürgen Sprich im Downhill-Rennen der Herren.

## Cross Country

### Männer
| Platz | Land | Athlet              | Zeit         |
| ----- | ---- | ------------------- | ------------ |
| 1     | USA  | Ned Overend         | 2:28:31 Std. |
| 2     | SUI  | Thomas Frischknecht | 2:31:07 Std. |
| 3     | GBR  | Tim Gould           | 2:31:55 Std. |

### Frauen
| Platz | Land | Athletin       | Zeit         |
| ----- | ---- | -------------- | ------------ |
| 1     | USA  | Juli Furtado   | 2:09:27 Std. |
| 2     | USA  | Sara Balantyne | 2:11:54 Std. |
| 3     | USA  | Ruthie Matthes | 2:12:52 Std. |

### Senioren (Männer ab 35)
| Platz | Land | Athlet            | Zeit         |
| ----- | ---- | ----------------- | ------------ |
| 1     | FRA  | Patrice Thevenard | 1:56:49 Std. |
| 2     | SUI  | Albert Zweifel    | 1:58:07 Std. |
| 3     | SUI  | Walter Braendli   | 1:58:27 Std. |

## Downhill

### Männer
| Platz | Land | Athlet          | Zeit        |
| ----- | ---- | --------------- | ----------- |
| 1     | USA  | Greg Herbold    | 6:37,75 min |
| 2     | USA  | Michael Kloser  | 6:40,93 min |
| 3     | USA  | Paul Thomasberg | 6:46,00 min |

### Frauen
| Platz | Land | Athletin        | Zeit        |
| ----- | ---- | --------------- | ----------- |
| 1     | CAN  | Cindy B. Devine | 7:34,39 min |
| 2     | CAN  | Elladee Brown   | 7:34,74 min |
| 3     | USA  | Penny Davidson  | 7:36,39 min |

### Frauen ab 35
| Platz | Land | Athletin         | Zeit        |
| ----- | ---- | ---------------- | ----------- |
| 1     | USA  | Lisa Muhich      | 2:18,48 min |
| 2     | USA  | Charlotte Waller | 2:19,56 min |
| 3     | USA  | Jackie Phelan    | 2:21,16 min |